# Otto Peters (Maler)
Johannes Hermann Otto Peters (* 17. April 1835 in Lüneburg; † 8. Mai 1920 in Göttingen) war ein deutscher Maler- und Universitätszeichenlehrer.

## Leben und Wirken
Peters war der Sohn des Malers Nicolaus Peters und dessen Frau Marie, geb. Christiani. Er besuchte das Gymnasium in Lüneburg, wo er sich mit Ernst Ehlers anfreundete. Ab 1856 studierte er an der Akademien der Bildenden Künste in München, in Dresden und Düsseldorf. 1859 wurde Peters Zeichenlehrer an der Bergakademie in Clausthal im Harz, 1862 ist er als Zeichner an der Anatomie der Universität Göttingen belegt. Ab 1864 war Peters „akademischer Zeichenlehrer“ der Universität Göttingen wurde. 1874 wurde er zum außerordentlichen Professor ernannt und war zudem seither bis 1883 zusätzlich Kurator und Konservator der Kunstsammlungen der Universität.
Peters’ Hauptwerk sind die Illustrationen zu Friedrich Merkels Werk „Anatomie des Menschen“, das von 1913 bis 1918 in elf Bänden erschien. „Seine Gemälde sind eher einer romantischen Auffassung verpflichtet, in den späten Porträts zeigen sich Anklänge an den französischen Impressionismus.“

## Ehrungen
- 1914 (zum 50-jährigen Dienstjubiläum): Roter Adlerorden 4. Klasse[4]